# Lammassaari (ö i Norra Karelen, Joensuu, lat 62,66, long 30,91)
Lammassaari är en ö i Finland. Den ligger i sjön Ilomantsinjärvi och i kommunen Ilomants i den ekonomiska regionen  Joensuu ekonomiska region  och landskapet Norra Karelen, i den sydöstra delen av landet, 400 km nordost om huvudstaden Helsingfors. Öns area är 0,3 hektar och dess största längd är 90 meter i sydöst-nordvästlig riktning.